# Elektromos hálózatok és csatlakozók listája
Ez a lap az elektromos hálózati csatlakozók, feszültségek és frekvenciák listáját tartalmazza országonkénti lebontásban.

## Áttekintő térképek

Hálózati feszültségek és frekvenciák
Hálózati csatlakozótípusok

## Csatlakozó-típusok
Több, mint 20 féle csatlakozó típus létezik a világon, beleértve az elavult formátumokat is, de közös bennük, hogy a csak két érintkezős változatok földeletlenek, míg az ennél több érintkezőt is tartalmazó változatok földeltek, a földelési pontok mindig középvonalon helyezkednek el.

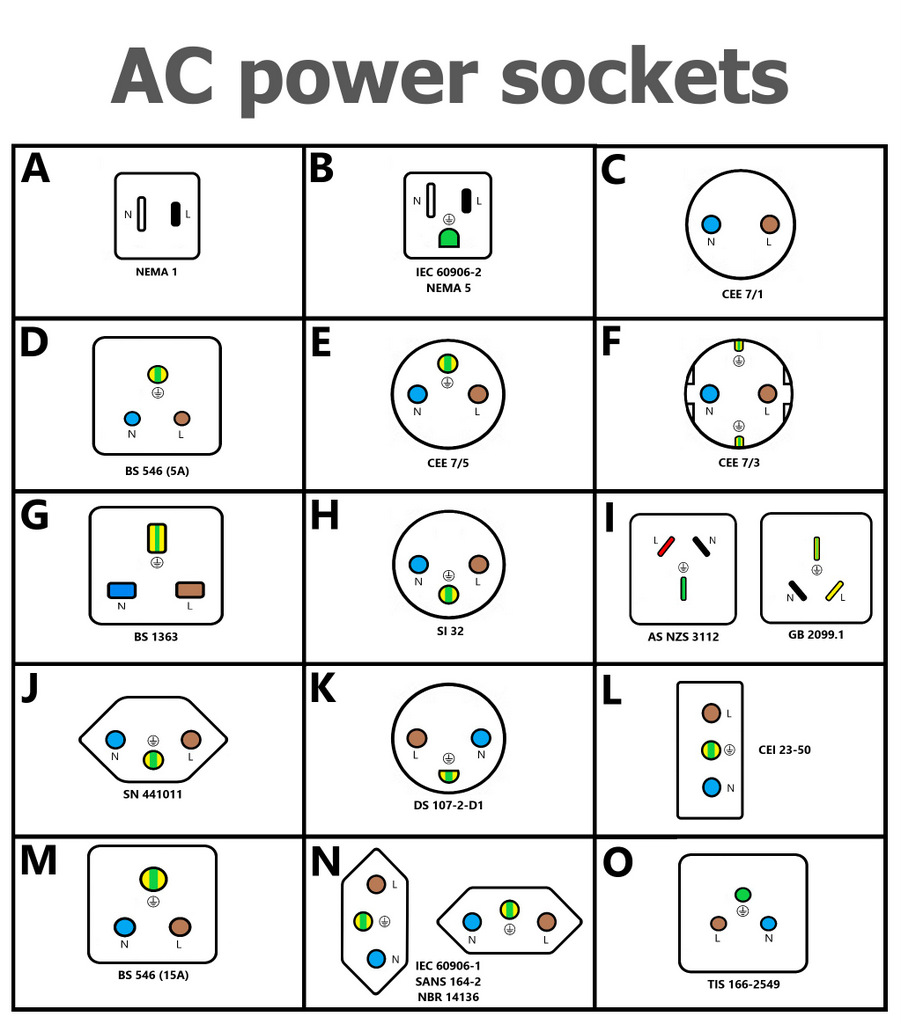
Csatlakozó-típusok ábrái
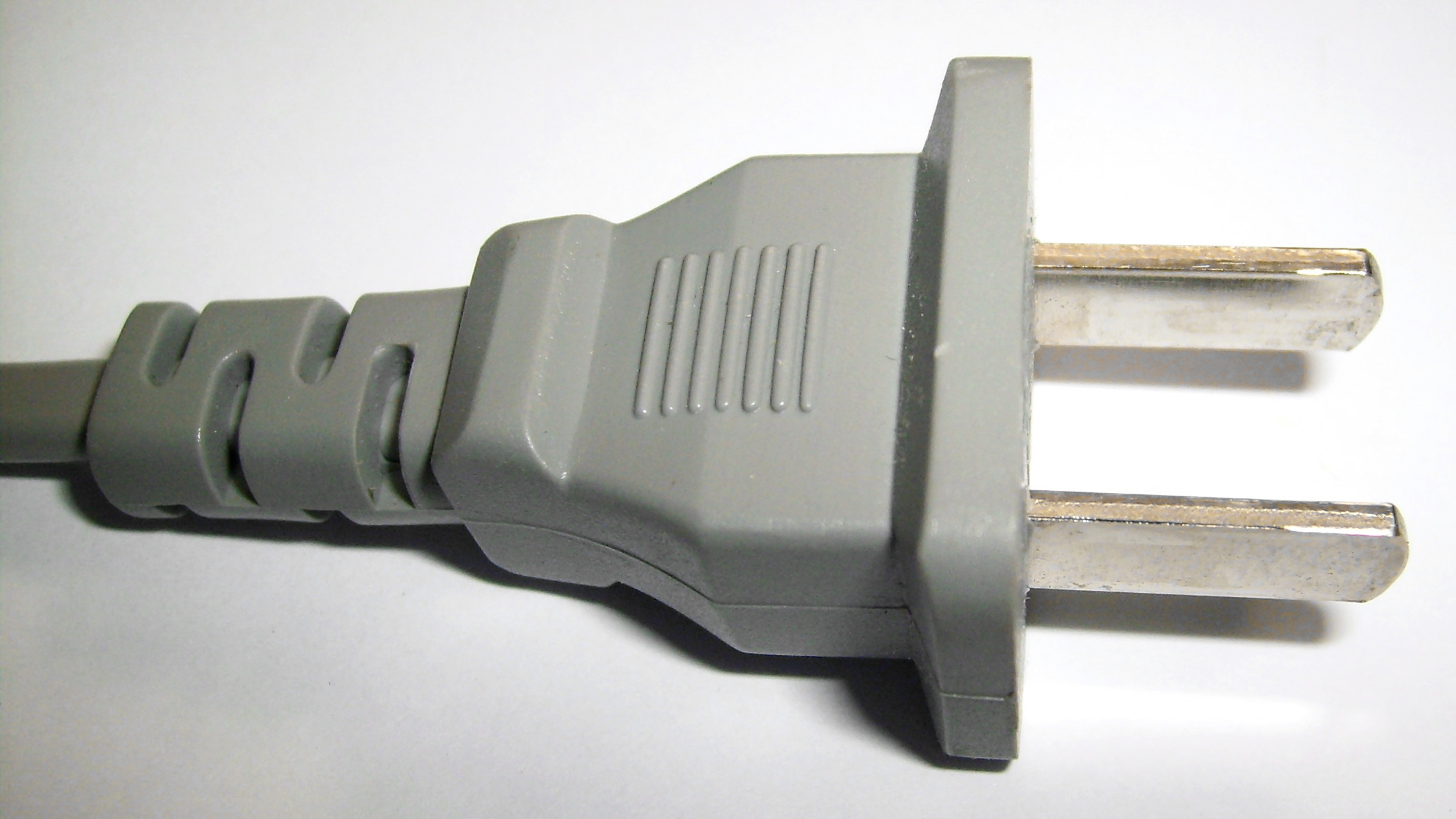
A típusú hálózati csatlakozó (NEMA 1-15)
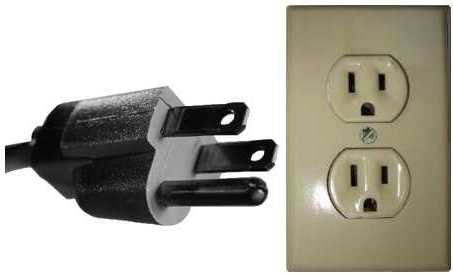
B típusú hálózati csatlakozó, az A típus földelt változata (NEMA 5-15)
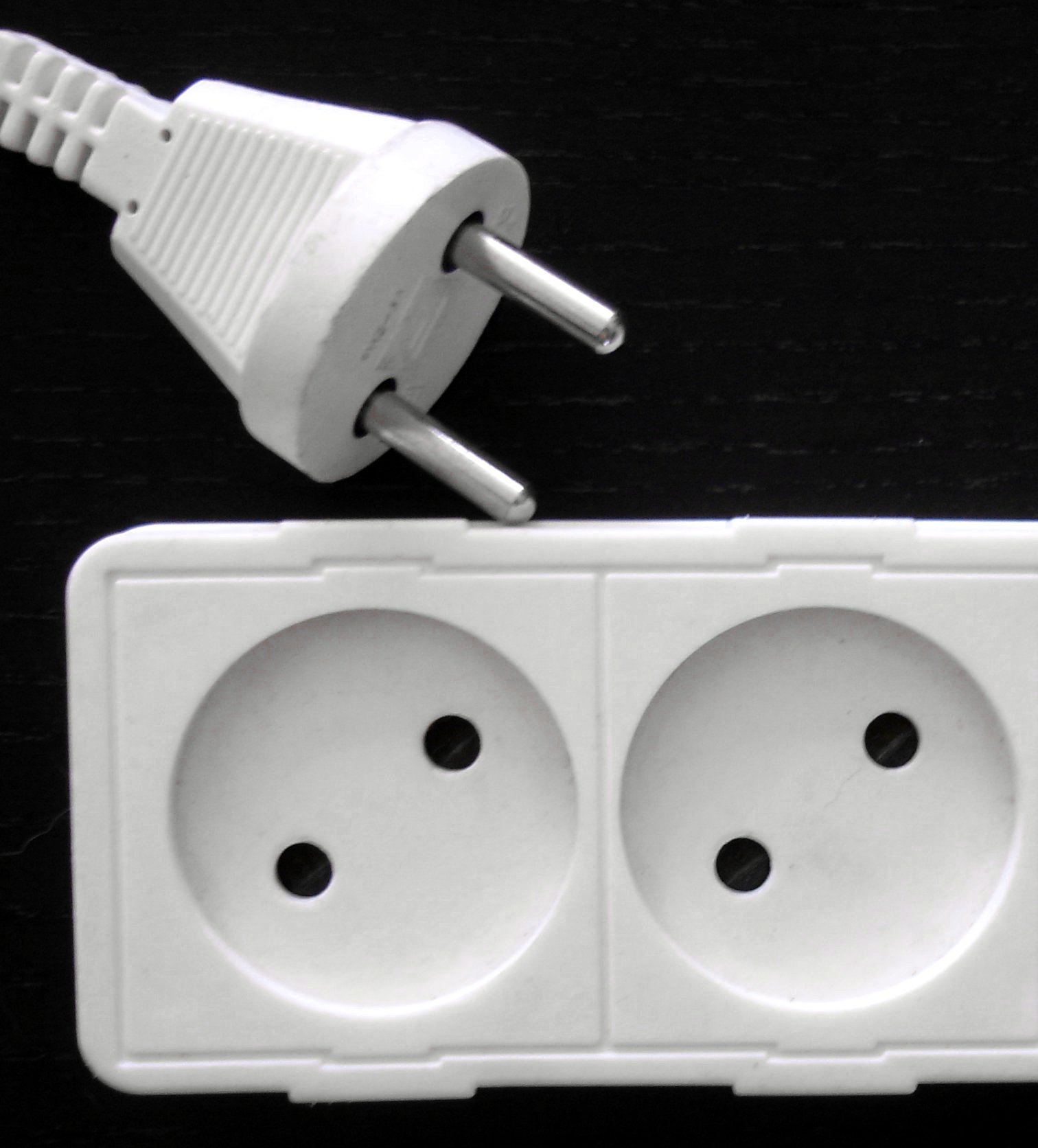
A C típusú hálózati csatlakozónak három verziója is létezik, az első teljes kördugóval készült, ez csak C köraljzatba dugható; régi, elavult formátum, ma már ritka (CEE 7/2, aljzat CEE 7/1)
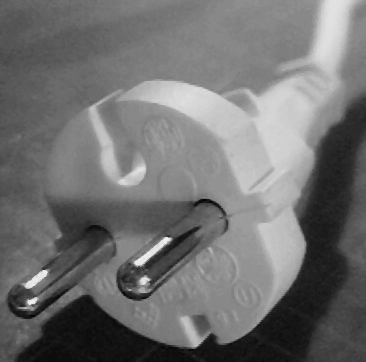
A második C típus a mai F típus régebbi, földeletlen változata, ami már E és F típusú aljzattal is kompatibilis (CEE 7/17, Konturenstecker)
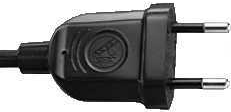
A harmadik C típus a keskeny Euro csatlakozó, ami a C-n kívül E, F, H, J, K, L típusú aljzatba is dugható (CEE 7/16, Eurostecker)
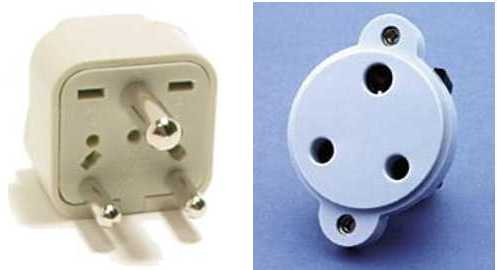
D típusú hálózati csatlakozó (BS 546)
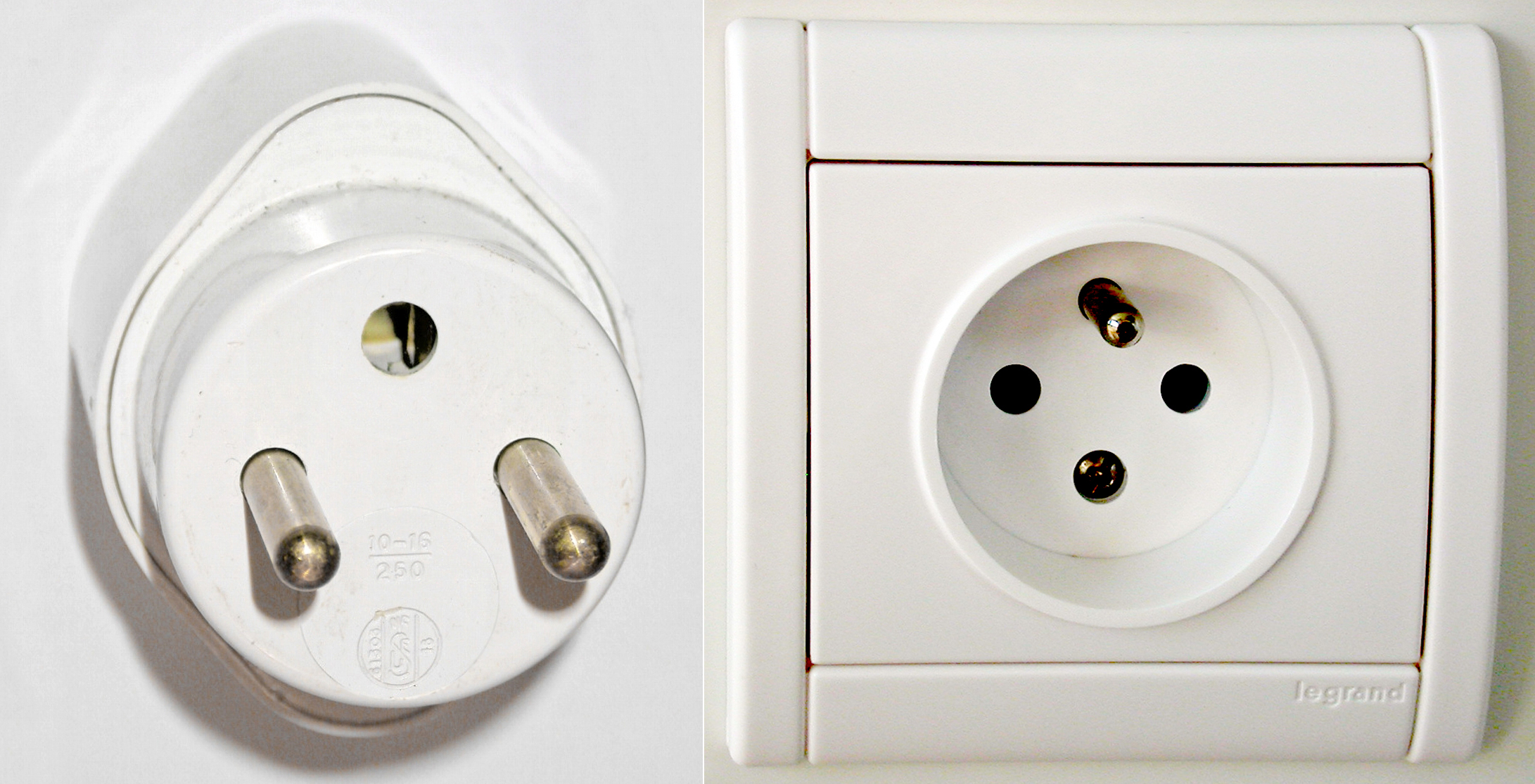
E típusú hálózati csatlakozó, a C típussal is kompatibilis, kivéve a CEE 7/2 dugót és minden F típust (CEE 7/6, aljzat CEE 7/5)
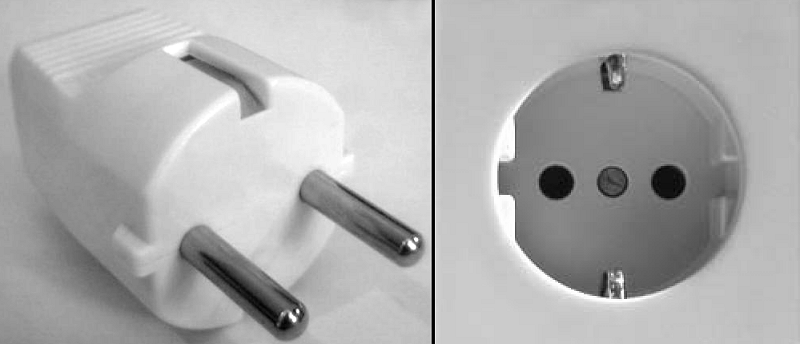
F típusú hálózati csatlakozó (Schuko), a C típus újabb, földelt körváltozata, ezért a CEE 7/2 dugót kivéve minden C típussal is kompatibilis (CEE 7/4, aljzat CEE 7/3)
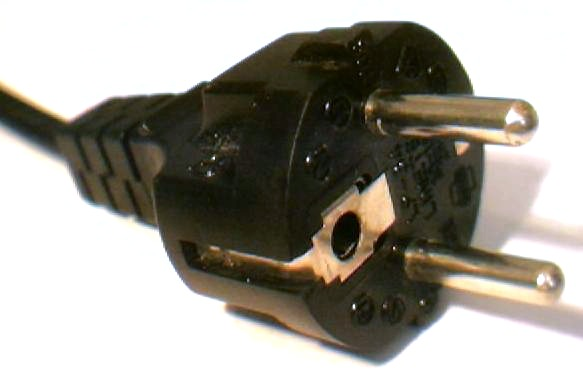
E+F típusú hálózati csatlakozó, az E típus újabb változata, a dugója kompatibilis az F, de még a C típusú köraljzattal is (CEE 7/7)
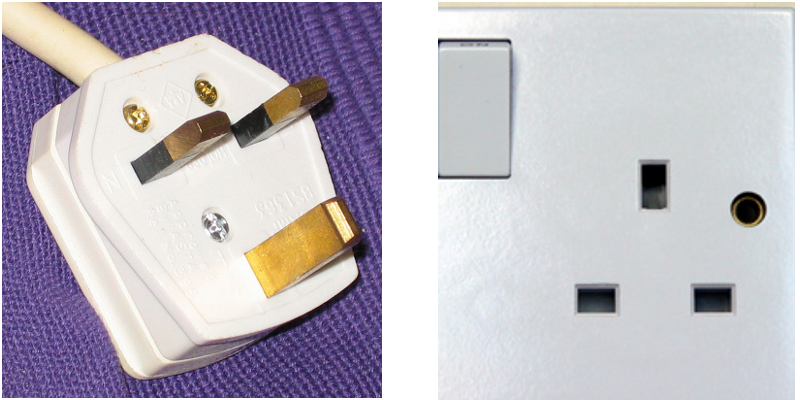
G típusú hálózati csatlakozó (BS 1363 UK)
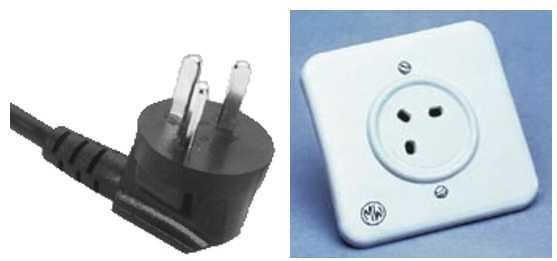
H típusú hálózati csatlakozó, a C típus keskeny Euro-dugójával is kompatibilis (SI32)
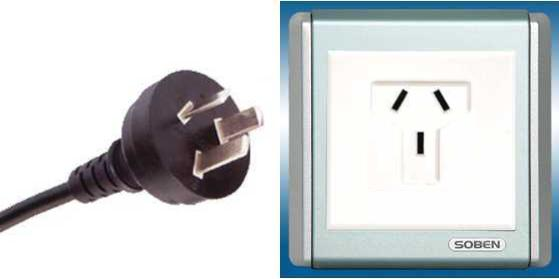
I típusú hálózati csatlakozó (AS/NZS 3112)
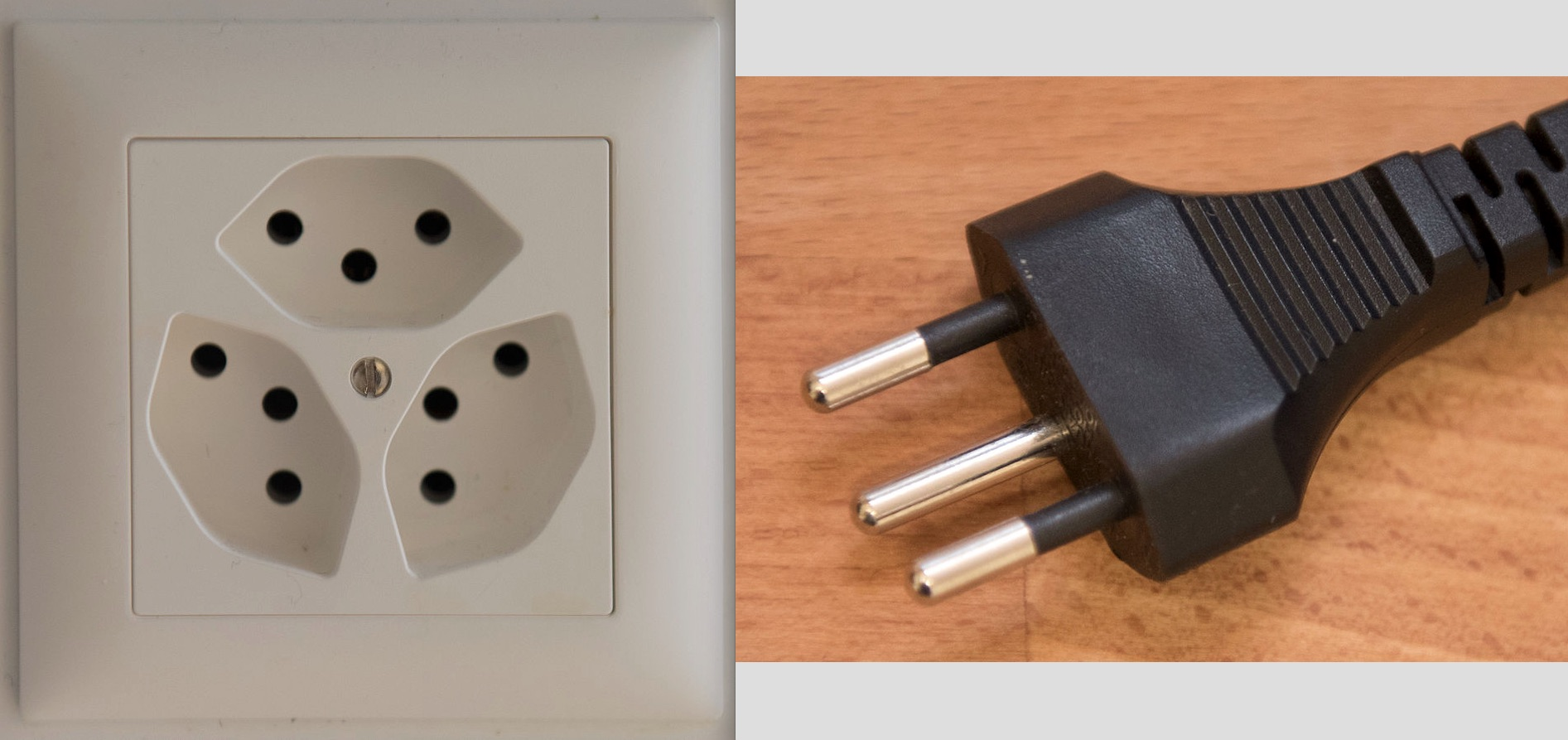
J típusú hálózati csatlakozó (SN 441011)
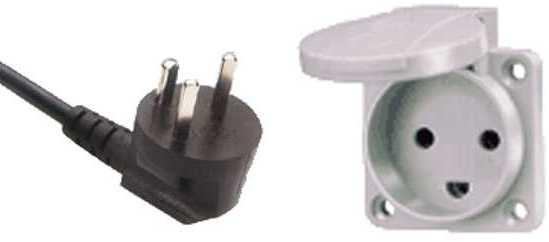
K típusú hálózati csatlakozó, az aljzat kompatibilis a C és F dugókkal is (107-2-D1)
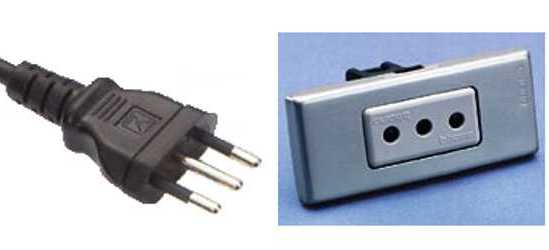
L típusú hálózati csatlakozó (CEI 23-16 vagy CEI 23-50)
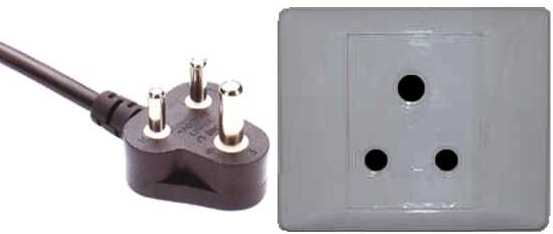
M típusú hálózati csatlakozó, a D típus 15-A verziója
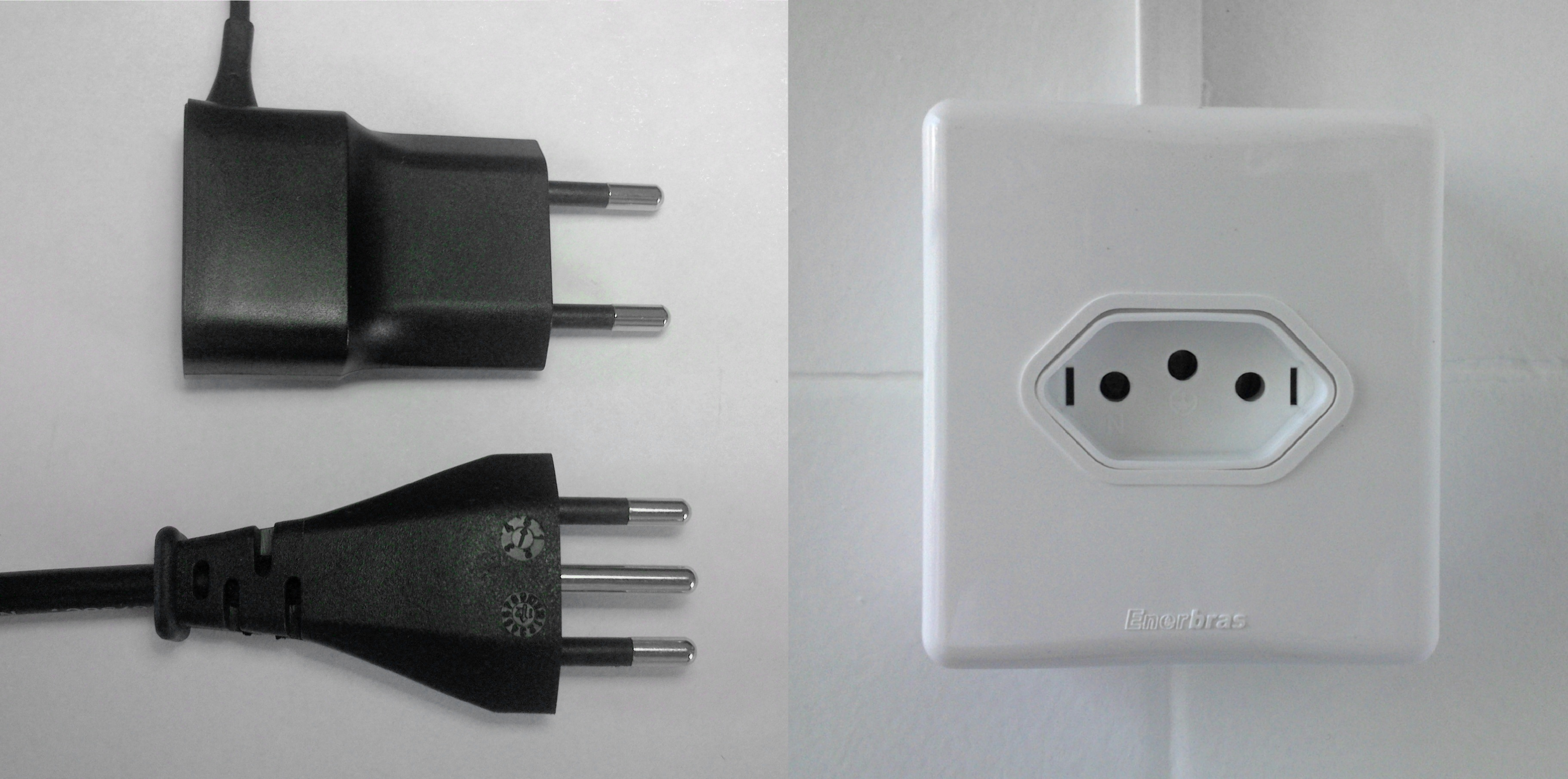
N típusú hálózati csatlakozó (NBR 14136)
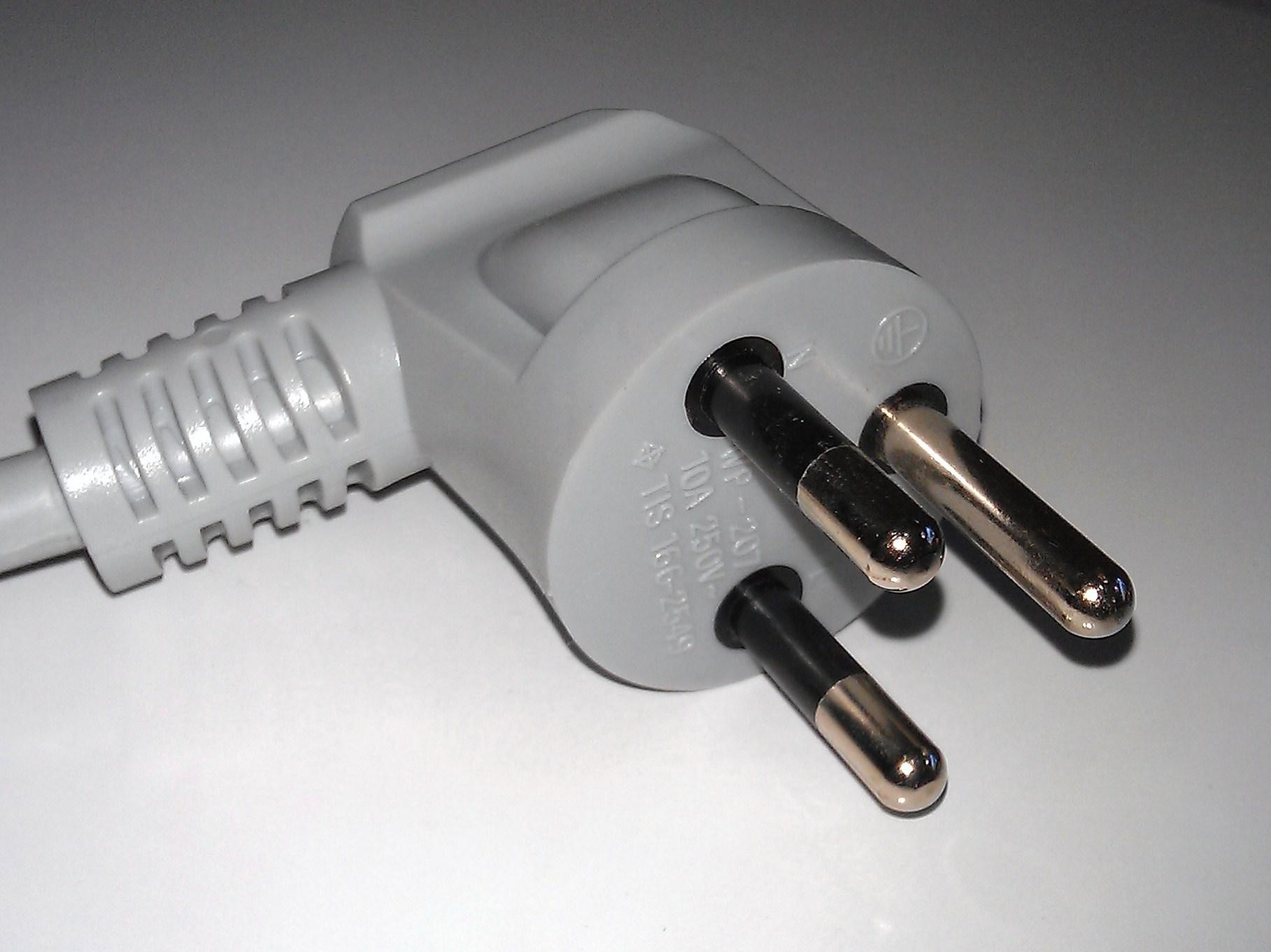
O típusú hálózati csatlakozó, a CEE 7 háromágú verziójára hasonlító rendszer viszonylag új, csak Thaiföldön és környezetében használatos (TIS 166-2549)

### Egyéb

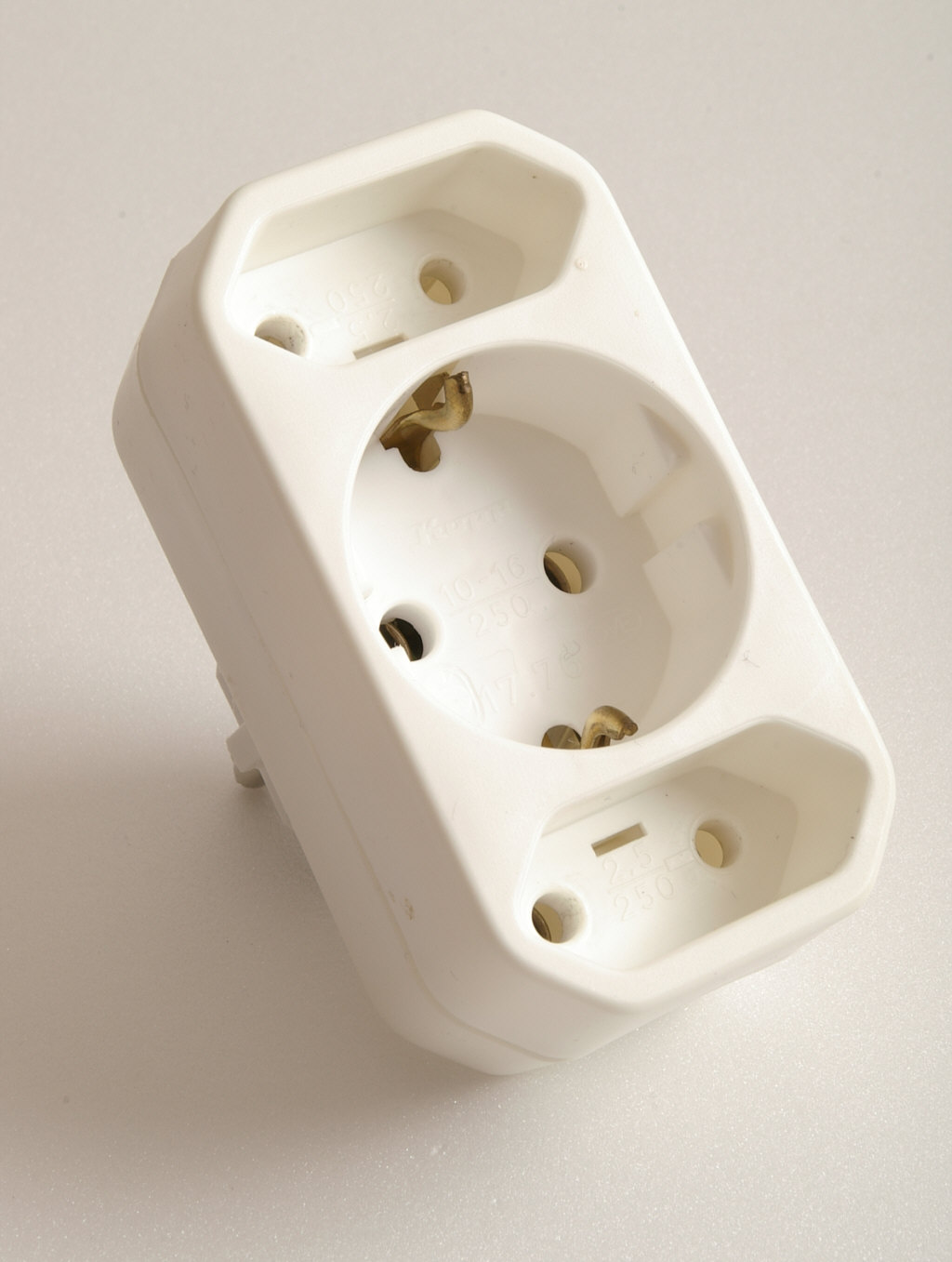
Elosztó egy F és két Euro aljzattal
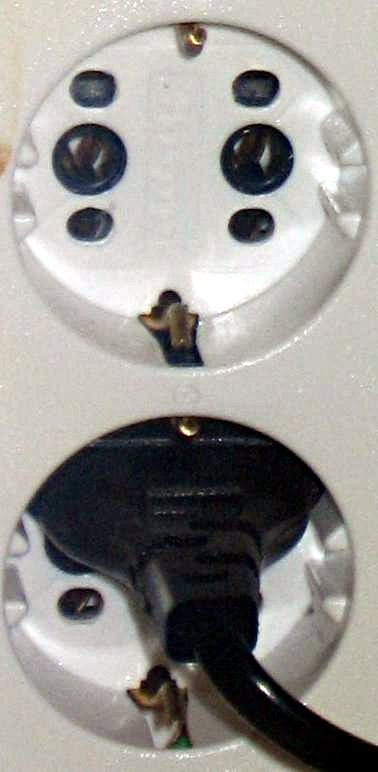
Az F aljzatokba akár két Euro dugó is elfér
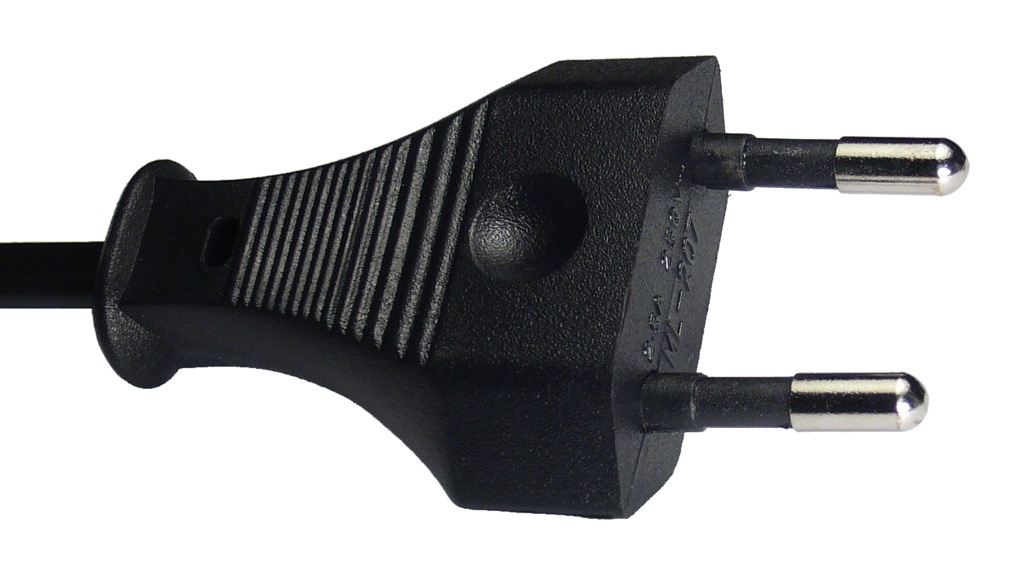
A C típus Euro dugójának villái vékonyabbak a C kördugójáéhoz képest is...
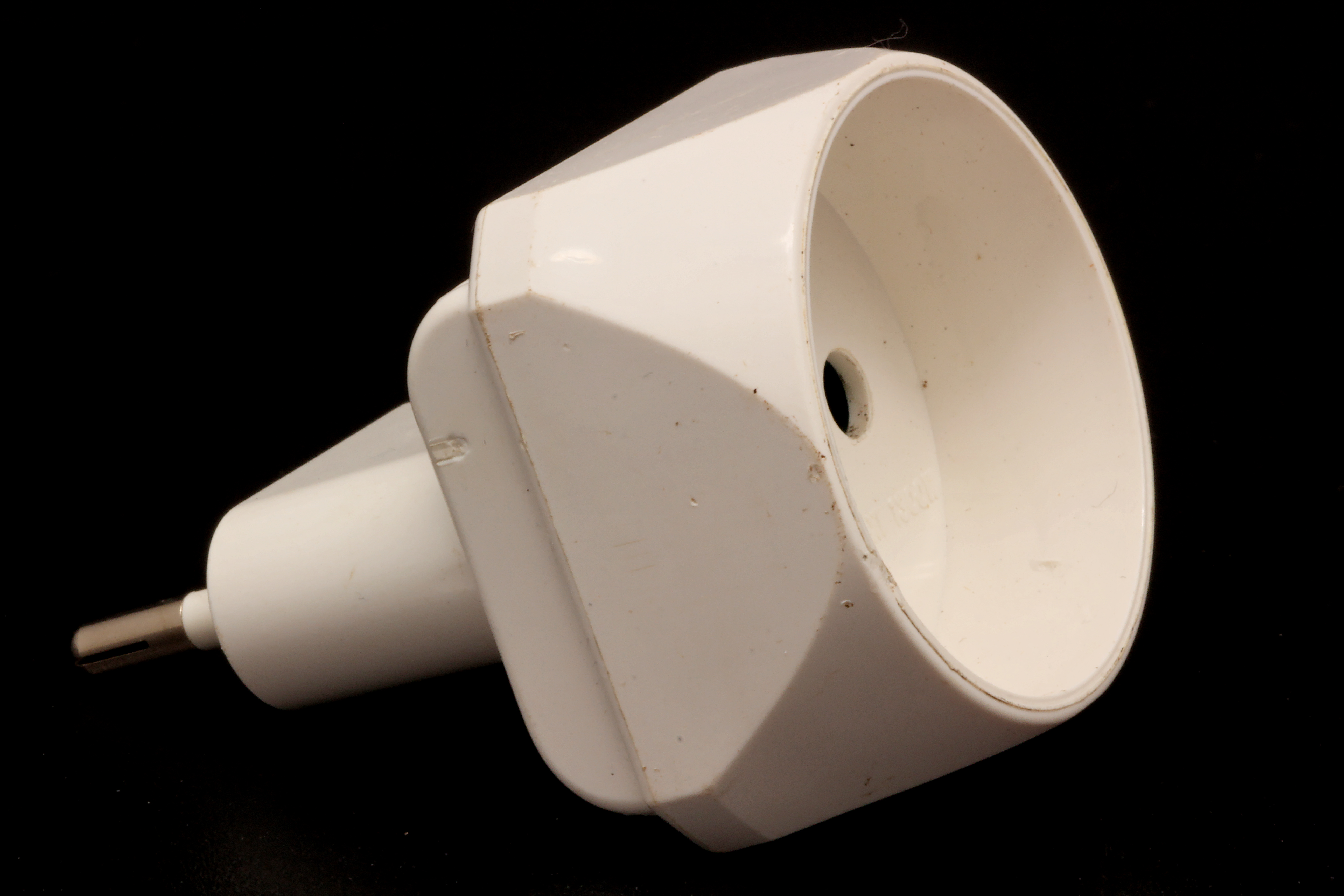
...ezért létezik a C típuson belül is átalakító, ha csak Euro aljzat állna rendelkezésre
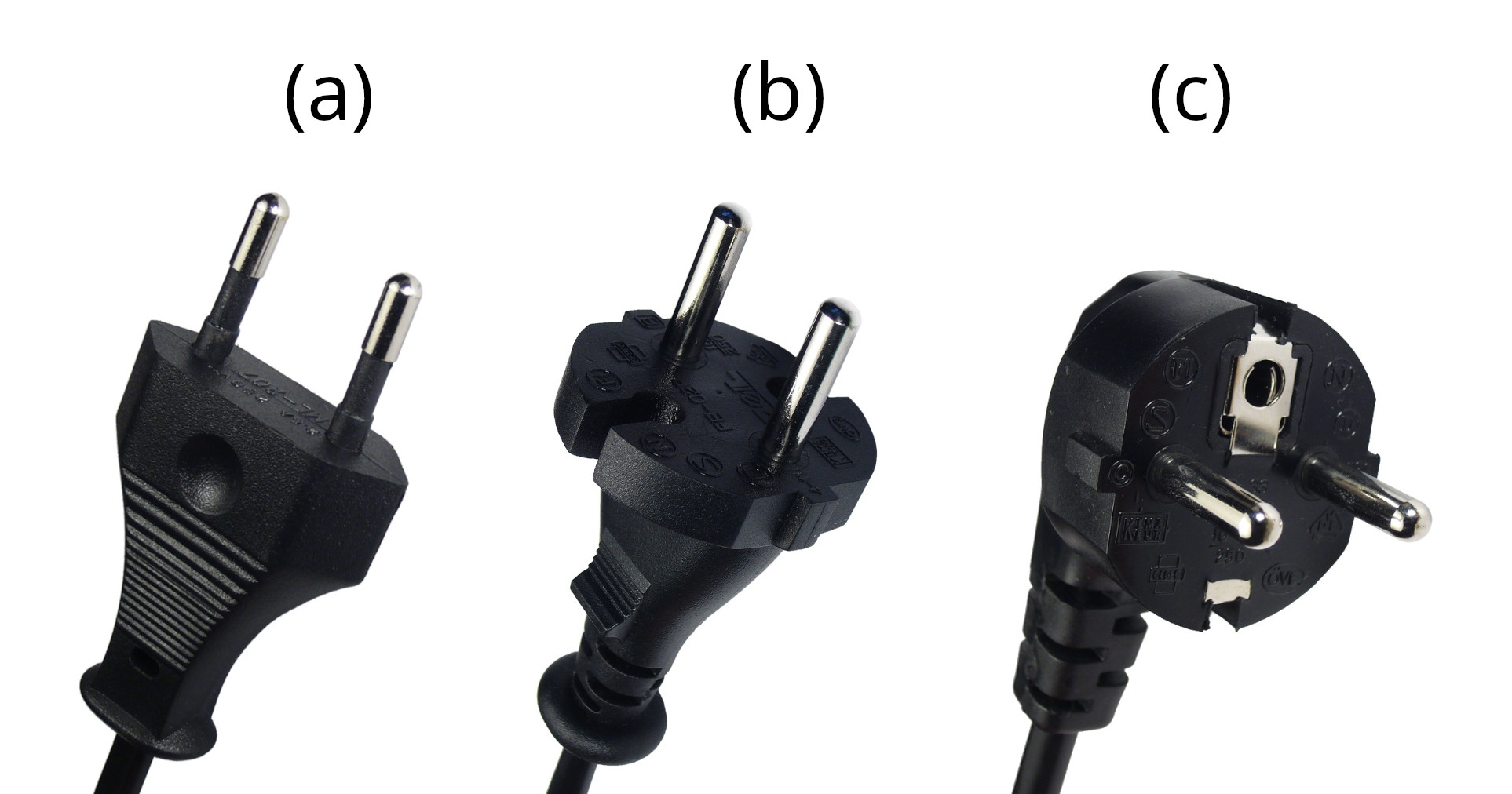
Euro (a), földeletlen C (b) és E+F (c) dugók, Magyarországon és Európa nagy részén ezek a forgalomban lévő szabványok
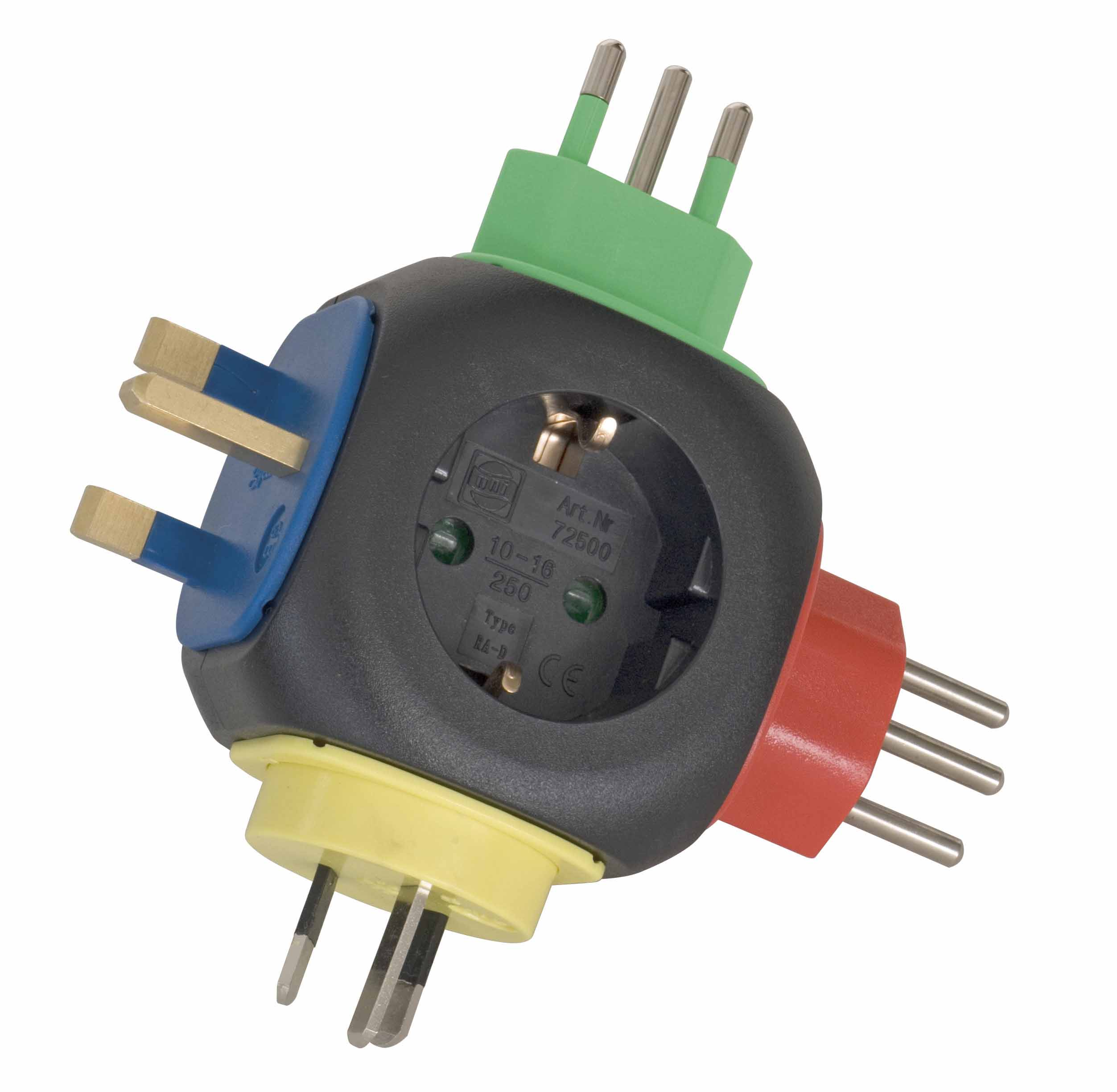
Átalakító utazóknak
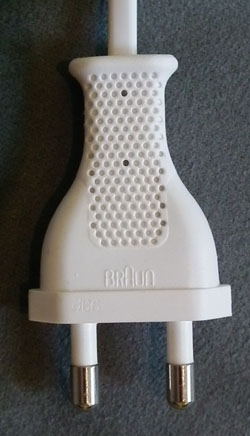
Euro csatlakozónak tűnő, valójában annál kicsit zömökebb, brit szabványú dugó elektromos borotvákhoz és fogkefékhez, ami nedves helyen, mint a fürdő biztonságosabb a G típusnál (BS 4573)
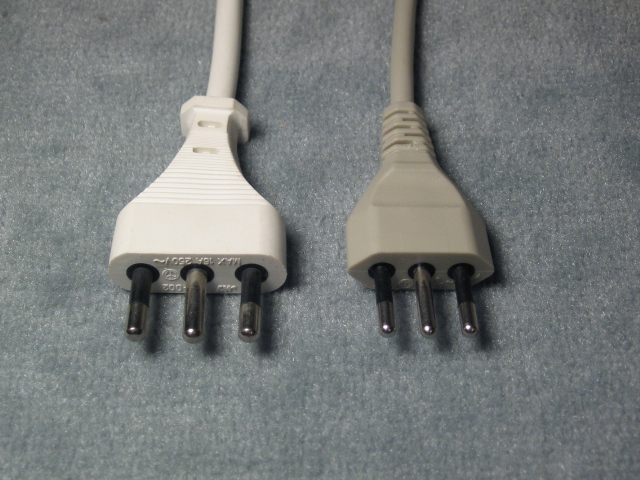
Olaszországban két változaton osztozik az L típus
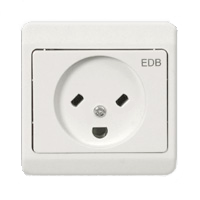
Egy rendszeren belül is lehetnek módosulások: a K típus ferde profilú tüskével működő változata főleg céges, illetve hivatali számítógépek ellátásához készült

## Országlista (hálózati feszültség, frekvencia, csatlakozó-típusok)
Az alábbi lista alapesetben független államokat sorol fel. Az anyaországétól eltérő jellemzőkkel rendelkező területek (pl. Hongkong) külön sorban, kiemelten szerepelnek.
| Régió                                 | csatlakozó és aljzat                                                   | feszültség (volt)                                              | frekvencia (hertz) | Megjegyzés |
| ------------------------------------- | ---------------------------------------------------------------------- | -------------------------------------------------------------- | ------------------ | --- |
| Afganisztán                           | C, F                                                                   | 220 V                                                          | 50 Hz              | |
| Albánia                               | C, F                                                                   | 230 V                                                          | 50 Hz              | |
| Algéria                               | C, F                                                                   | 230 V                                                          | 50 Hz              | |
| Amerikai Szamoa                       | A, B, F, I                                                             | 120 V                                                          | 60 Hz              | |
| Andorra                               | C, F                                                                   | 230 V                                                          | 50 Hz              | |
| Angola                                | C, F                                                                   | 220 V                                                          | 50 Hz              | |
| Anguilla                              | A, B                                                                   | 110 V                                                          | 60 Hz              | |
| Antigua és Barbuda                    | A, B                                                                   | 230 V                                                          | 60 Hz              | A repülőtéren 110 V a hálózati feszültség. |
| Argentína                             | I                                                                      | 220 V                                                          | 50 Hz              | A többi országtól eltérően a fázis és a nulla vezetéket fordítva kötik be. |
| Aruba                                 | A, B, F                                                                | 127 V                                                          | 60 Hz              | Lago Colony 115 V |
| Ausztria                              | C, F                                                                   | 230 V                                                          | 50 Hz              | F típus („Schuko”, vagyis biztonsági csatlakozó) a szabvány. C típusú csatlakozókat (Eurostecker) is használnak alacsonyabb áramfelvételű eszközökhöz. A C típusú CEE 7/1 csatlakozók rendkívül ritkák, csak régi építésű házakban találhatók meg. |
| Ausztrália                            | I                                                                      | 230 V                                                          | 50 Hz              | Korábban 240 V, ma hivatalosan 230 V. A tűrés viszont akkora, hogy a hálózati feszültség a 240 voltot meghaladhatja. Az ausztrálok többnyire még mindig „two-forty volts”-ot mondanak, ha a hálózati feszültségről beszélnek („240”). |
| Azerbajdzsán                          | C, F                                                                   | 220 V                                                          | 50 Hz              | |
| Azori-szigetek                        | B, C, F                                                                | 220 V                                                          | 50 Hz              | Ponta Delgada 110 V; átépítik 220 V-ra. |
| Bahama-szigetek                       | A, B                                                                   | 120 V                                                          | 60 Hz              | |
| Bahrein                               | G                                                                      | 230 V                                                          | 50 Hz              | Awali 110 V, 60 Hz |
| Baleár-szigetek                       | C, F                                                                   | 220 V                                                          | 50 Hz              | |
| Banglades                             | C, D, G, K                                                             | 220 V                                                          | 50 Hz              | |
| Barbados                              | A, B                                                                   | 115 V                                                          | 50 Hz              | |
| Belgium                               | C, E                                                                   | 230 V                                                          | 50 Hz              | |
| Belize                                | A, B, G                                                                | 110 V és 220 V                                                 | 60 Hz              | |
| Benin                                 | C, E                                                                   | 220 V                                                          | 50 Hz              | |
| Bermuda                               | A, B                                                                   | 120 V                                                          | 60 Hz              | |
| Bhután                                | C, D, F, G, M                                                          | 230 V                                                          | 50 Hz              | |
| Bissau-Guinea                         | C, F, K                                                                | 220 V                                                          | 50 Hz              | |
| Bolívia                               | A, C                                                                   | 220 V és 230 V között                                          | 50 Hz              | La Paz & Viacha 115 V. La Paz 230 V is, néha egyazon helyiségben megtalálható a kétféle hálózat. |
| Bonaire, Sint Eustatius és Saba       | A, B                                                                   | 127 V                                                          | 50 Hz              | |
| Bosznia-Hercegovina                   | C, F                                                                   | 220 V                                                          | 50 Hz              | |
| Botswana                              | D, G, M                                                                | 230 V                                                          | 50 Hz              | |
| Brazília                              | C, N                                                                   | 110 V és 220 V                                                 | 60 Hz              | A szabványosítás előtt az aljzatok típusai változtak: C (nagyon régi telepítések), I (légkondicionálókhoz). |
| Brunei                                | G                                                                      | 240 V                                                          | 50 Hz              | |
| Bulgária                              | C, F                                                                   | 230 V                                                          | 50 Hz              | |
| Burkina Faso                          | C, E                                                                   | 220 V                                                          | 50 Hz              | |
| Burundi                               | C, E                                                                   | 220 V                                                          | 50 Hz              | |
| Ciprus                                | G                                                                      | 240 V                                                          | 50 Hz              | |
| Chile                                 | C, L                                                                   | 220 V                                                          | 50 Hz              | |
| Cook-szigetek                         | I                                                                      | 240 V                                                          | 50 Hz              | |
| Costa Rica                            | A, B                                                                   | 120 V                                                          | 60 Hz              | |
| Curaçao                               | A, B, F                                                                | 127 V                                                          | 50 Hz              | |
| Csád                                  | C, D, E, F                                                             | 220 V                                                          | 50 Hz              | |
| Csatorna-szigetek                     | C, G                                                                   | 230 V                                                          | 50 Hz              | |
| Csehország                            | C, E                                                                   | 230 V                                                          | 50 Hz              | |
| Dánia                                 | C, E, F, K                                                             | 230 V                                                          | 50 Hz              | |
| Dél-afrikai Köztársaság               | M, D, C                                                                | 220 V tól 230 V                                                | 50 Hz              | Grahamstown és Gqeberha 250 V; valamint King William's Townban is |
| Dominika                              | D, G                                                                   | 230 V                                                          | 50 Hz              | |
| Dominikai Köztársaság                 | A, B, C                                                                | 110 V                                                          | 60 Hz              | Légkondicionálók és elektromos szárítók 240 V-ról üzemelnek, a csatlakozójuk az I típusúhoz hasonlít |
| Dzsibuti                              | C, E                                                                   | 220 V                                                          | 50 Hz              | |
| Ecuador                               | A, B                                                                   | 120 V tól 127 V                                                | 60 Hz              | |
| Egyenlítői-Guinea                     | C, E                                                                   | 220 V                                                          | 50 Hz              | |
| Egyesült Arab Emírségek               | C, D, G                                                                | 220 V                                                          | 50 Hz              | |
| Egyesült Királyság                    | G (D és M szintén előfordul régi épületekben és speciális eszközökhöz) | 230 V hivatalosan, de a feszültség általában 240 V fölött van. | 50 Hz              | Egy villanyborotvához való csatlakozó található a fürdőszobákban, ami a CEE 7/16 Euro típusra hasonlít (BS 4573). Kis energiafelvételű eszközöknél egyéb csatlakozó is előfordul. Majdnem mindig egy csatlakozóaljzatban („foglalatban”) kombinálják a 110 és a 220 V-os feszültséget, vagy pedig egy kapcsolóval lehet választani a kettő közül. A G típusú csatlakozóaljzaton gyakran található kapcsoló.                     |
| Egyiptom                              | C, F                                                                   | 220 V                                                          | 50 Hz              | |
| Elefántcsontpart                      | C, E                                                                   | 230 V                                                          | 50 Hz              | |
| Eritrea                               | C, E                                                                   | 230 V                                                          | 50 Hz              | |
| Észtország                            | C, F                                                                   | 230 V                                                          | 50 Hz              | |
| Etiópia                               | C, E, F, L                                                             | 220 V                                                          | 50 Hz              | Az E ritka |
| Falkland-szigetek                     | G                                                                      | 240 V                                                          | 50 Hz              | |
| Fehéroroszország                      | C                                                                      | 220 V                                                          | 50 Hz              | |
| Feröer                                | C, E, F, K                                                             | 230 V                                                          | 50 Hz              | |
| Fidzsi-szigetek                       | I                                                                      | 240 V                                                          | 50 Hz              | |
| Finnország                            | C, F                                                                   | 230 V                                                          | 50 Hz              | |
| Franciaország                         | C, E                                                                   | 230 V                                                          | 50 Hz              | Az úgynevezett 2P+T = deux pôles plus terre (két pólus és földelés) |
| Francia Guyana                        | C, D, E                                                                | 220 V                                                          | 50 Hz              | |
| Fülöp-szigetek                        | A, B, C                                                                | 220 V                                                          | 60 Hz              | |
| Gabon                                 | C                                                                      | 220 V                                                          | 50 Hz              | |
| Gambia                                | G                                                                      | 230 V                                                          | 50 Hz              | |
| Gázai övezet                          | H                                                                      | 230 V                                                          | 50 Hz              | |
| Ghána                                 | D, G                                                                   | 230 V                                                          | 50 Hz              | |
| Gibraltár                             | C, G                                                                   | 240 V                                                          | 50 Hz              | |
| Görögország                           | C, F                                                                   | 230 V                                                          | 50 Hz              | |
| Grenada                               | G                                                                      | 230 V                                                          | 50 Hz              | |
| Grönland                              | C, E, F, K                                                             | 220 V                                                          | 50 Hz              | Manapság már csak biztonsági (Schuko) csatlakozókat építenek be, de régi épületekben előfordulnak még mindig E típusúak (2 pólus és földelés) |
| Guadeloupe                            | C, D, E                                                                | 230 V                                                          | 50 Hz              | |
| Guam                                  | A, B                                                                   | 110 V                                                          | 60 Hz              | |
| Guatemala                             | A, B                                                                   | 120 V                                                          | 60 Hz              | |
| Guinea                                | C, F, K                                                                | 220 V                                                          | 50 Hz              | |
| Guyana                                | A, B, D, G                                                             | 240 V                                                          | 60 Hz              | |
| Haiti                                 | A, B                                                                   | 110 V                                                          | 60 Hz              | |
| Hollandia                             | C, F                                                                   | 230 V                                                          | 50 Hz              | |
| Honduras                              | A, B                                                                   | 110 V                                                          | 60 Hz              | |
| Hongkong                              | G, de D és M régi épületekben használatban van                         | 220 V                                                          | 50 Hz              | A brit rendszeren alapul. A villanyborotvához használt csatlakozó nem túl gyakori. |
| Horvátország                          | C, F                                                                   | 230 V                                                          | 50 Hz              | |
| India                                 | C, D, M                                                                | 230 V                                                          | 50 Hz              | |
| Indonézia                             | A, C, F, G                                                             | 127 V és 230 V                                                 | 50 Hz              | G aljzatok csak régi beépítéseknél találhatóak. Az új kiépítéseknél már a Schuko biztonsági csatlakozót használják (F típus). |
| Irak                                  | C, D, G                                                                | 230 V                                                          | 50 Hz              | |
| Irán                                  | C, F                                                                   | 220 V                                                          | 50 Hz              | |
| Írország                              | G                                                                      | 230 V                                                          | 50 Hz              | Néhol saját villanyborotva-csatlakozó, mint az Egyesült Királyságban. |
| Izland                                | C, F                                                                   | 230 V                                                          | 50 Hz              | |
| Izrael                                | C, H, M                                                                | 230 V                                                          | 50 Hz              | |
| Jamaica                               | A, B                                                                   | 110 V                                                          | 50 Hz              | |
| Japán                                 | A, B                                                                   | 100 V                                                          | 50 Hz és 60 Hz     | Kelet-Japán 50 Hz (Tokió, Kavaszaki, Szapporo, Jokohama, és Szendai); Nyugat-Japán 60 Hz (Oszaka, Kiotó, Nagoja, Hirosima). B típusú csatlakozók elég ritkák védőföldeléssel, az A típusúak sokkal elterjedtebbek. |
| Jemen                                 | A, D, G                                                                | 230 V                                                          | 50 Hz              | |
| Jordánia                              | B, C, D, F, G, J                                                       | 230 V                                                          | 50 Hz              | |
| Kajmán-szigetek                       | A, B                                                                   | 120 V                                                          | 60 Hz              | |
| Kambodzsa                             | A, C, G                                                                | 230 V                                                          | 50 Hz              | |
| Kamerun                               | C, E                                                                   | 220 V                                                          | 50 Hz              | |
| Kanada                                | A, B                                                                   | 117 V                                                          | 60 Hz              | |
| Kanári-szigetek                       | C, E, L                                                                | 220 V                                                          | 50 Hz              | |
| Kazahsztán                            | C, F                                                                   | 220 V                                                          | 50 Hz              | |
| Katar                                 | D, G                                                                   | 240 V                                                          | 50 Hz              | |
| Kelet-Timor                           | C, E, F, I                                                             | 220 V                                                          | 50 Hz              | |
| Kenya                                 | G                                                                      | 240 V                                                          | 50 Hz              | |
| Kína                                  | A, C, I                                                                | 220 V                                                          | 50 Hz              | |
| Kirgizisztán                          | C, F                                                                   | 220 V                                                          | 50 Hz              | |
| Kiribati                              | I                                                                      | 240 V                                                          | 50 Hz              | |
| Kolumbia                              | A, B                                                                   | 110 V                                                          | 60 Hz              | |
| Comore-szigetek                       | C, E                                                                   | 220 V                                                          | 50 Hz              | |
| Kongói Köztársaság                    | C, E                                                                   | 230 V                                                          | 50 Hz              | |
| Kongói Demokratikus Köztársaság       | C, D, E                                                                | 220 V                                                          | 50 Hz              | |
| Észak-Korea                           | A, C, F                                                                | 220 V                                                          | 50 Hz              | |
| Dél-Korea                             | C, F                                                                   | 220 V                                                          | 60 Hz              | F típus mindenekelőtt az irodákban és a hotelekben. 110 V A és B típusú csatlakozókkal (a japán megszállás következtében) korábban elég elterjedt volt, de ahol nem szükséges, ott folyamatosan történik a kiváltása. Régebbi házakban még előfordul, egyes hotelekben 110 és 220 V is elérhető. |
| Közép-afrikai Köztársaság             | C, E                                                                   | 220 V                                                          | 50 Hz              | |
| Kuba                                  | A, B, C, L                                                             | 110 V                                                          | 60 Hz              | Egyes területeken (pl. kórházakban) 220 V-ot használnak |
| Kuvait                                | C, G                                                                   | 240 V                                                          | 50 Hz              | |
| Laosz                                 | A, B, C, E, F                                                          | 230 V                                                          | 50 Hz              | |
| Lengyelország                         | C, E                                                                   | 230 V                                                          | 50 Hz              | |
| Lesotho                               | M                                                                      | 220 V                                                          | 50 Hz              | |
| Lettország                            | C, F                                                                   | 220 V                                                          | 50 Hz              | |
| Libanon                               | A, B, C, D, G                                                          | 110 és 200 V                                                   | 50 Hz              | A C típusú aljzatok a leggyakoribbak. Sok épületben és háztartásban kettős felhasználású aljzatok vannak, amelyek kompatibilisek az A és C típusokkal. |
| Libéria                               | A, B, C, E, F                                                          | 120 V és 240 V                                                 | 50 Hz és 60 Hz     | Korábban 60 Hz, manapság egyre több helyen 50 Hz. Több magánkézben lévő erőmű még mindig 60 Hz-et szolgáltat. A és B típust használnak a 110 V-ra, C-t és F-et 230/240 V-ra. Nagyon hasznos a hálózati feszültséget egy eszközzel megmérni, mindegy hogy is néz ki az aljzat, mert nem mindig tartják be az előbbieket. |
| Líbia                                 | C, D, F, L                                                             | 127 V                                                          | 50 Hz              | Barce, Benghasi, Derna, Sebha & Tobruk 230 V. Az egész ország átáll 230 V-ra. |
| Liechtenstein                         | C, J                                                                   | 230 V                                                          | 50 Hz              | A csatlakozók típusában a svájci példát követik. C típus, csak CEE 7/16 kialakításban. |
| Litvánia                              | C, F                                                                   | 220 V                                                          | 50 Hz              | Villa Monarchy 127 V 50 Hz |
| Luxemburg                             | C, F                                                                   | 230 V                                                          | 50 Hz              | |
| Makaó                                 | D, M, G, kis mennyiségben F                                            | 220 V                                                          | 50 Hz              | Nincs hivatalos előírás. Korábban E+F volt a szabvány, de a hatalom Kínának való átadása után a kormányzati és a magánlakásokban bevezették a G típusú csatlakozót. |
| Madagaszkár                           | C, D, E, J, K                                                          | 127 V és 220 V                                                 | 50 Hz              | |
| Madeira                               | C, F                                                                   | 220 V                                                          | 50 Hz              | |
| Magyarország                          | C, F                                                                   | 230 V                                                          | 50 Hz              | |
| Malawi                                | G                                                                      | 230 V                                                          | 50 Hz              | |
| Malajzia                              | C, G, M                                                                | 240 V                                                          | 50 Hz              | Pinang 230 V |
| Maldív-szigetek                       | A, D, G, J, K, L                                                       | 230 V                                                          | 50 Hz              | |
| Mali                                  | C, E                                                                   | 220 V                                                          | 50 Hz              | |
| Málta                                 | G                                                                      | 230 V                                                          | 50 Hz              | |
| Man-sziget                            | C, G                                                                   | 240 V                                                          | 50 Hz              | |
| Marokkó                               | C, E                                                                   | 127 V és 220 V                                                 | 50 Hz              | fokozatos átállás 220 V-ra |
| Martinique                            | C, D, E                                                                | 220 V                                                          | 50 Hz              | |
| Mauritánia                            | C, E, F                                                                | 220 V                                                          | 50 Hz              | |
| Mauritius                             | C, G                                                                   | 230 V                                                          | 50 Hz              | |
| Észak-Macedónia                       | C, F                                                                   | 220 V                                                          | 50 Hz              | |
| Mexikó                                | A, B                                                                   | 127 V                                                          | 60 Hz              | A hálózati feszültség a helyi kiépítéstől függően 110 és 135 V között ingadozhat. Egy egyfázisú 3 erű (gyakran hibásan kétfázisúnak mondott) hálózatot használnak. A helyi szerelők előszeretettel raknak A típusú aljzatokat 240 V-os vezetékre, ha légkondicionálót, mosógépet vagy szárítót építenek be, de ezt a tényt sehol nem jelölik.                                                                                   |
| Mikronézia                            | A, B                                                                   | 120 V                                                          | 60 Hz              | |
| Moldova                               | C, F                                                                   | 230 V                                                          | 50 Hz              | |
| Monaco                                | C, D, E, F                                                             | 127 V és 220 V                                                 | 50 Hz              | |
| Mongólia                              | C, E, F                                                                | 230 V                                                          | 50 Hz              | |
| Montenegró                            | C, F                                                                   | 220 V                                                          | 50 Hz              | |
| Montserrat (Egyesült Királyság)       | A, B                                                                   | 230 V                                                          | 60 Hz              | |
| Mozambik                              | C, F, M                                                                | 220 V                                                          | 50 Hz              | M típusú foglalt a Dél-Afrikai határhoz közel terjedt el, beleértve a fővárost, Maputo-t is. |
| Mianmar (Burma)                       | A, C, D, G, I                                                          | 230 V                                                          | 50 Hz              | G aljzat a jobb hotelekben. A nagy szállodaláncoknál is előfordulnak a különböző aljzatok. |
| Namíbia                               | D, M                                                                   | 220 V                                                          | 50 Hz              | C típusra emlékeztető villanyborotva-aljzat a fürdőszobákban. (brit minta) |
| Nauru                                 | I                                                                      | 240 V                                                          | 50 Hz              | |
| Nepál                                 | C, D, M                                                                | 230 V                                                          | 50 Hz              | |
| Németország                           | C, F                                                                   | 230 V                                                          | 50 Hz              | F típus („Schuko”, vagyis „biztonsági csatlakozó”) a szabvány. C típus (Eurostecker) is elterjedt, főként a kis áramfelvételű eszközöknél. C típusú aljzatok használata nagyon ritka, csak a nagyon régi házakban és a helytakarékos elosztókon fordulnak elő. A keleti tartományokban sok helyen a nulla vezeték látja el a földelés szerepét is. A Németországban kapható eszközökön E+F csatlakozónak kell lennie. (előírás) |
| Nicaragua                             | A, B                                                                   | 120 V                                                          | 60 Hz              | |
| Niger                                 | A, B, C, D, E, F                                                       | 220 V                                                          | 50 Hz              | |
| Nigéria                               | D, G                                                                   | 240 V                                                          | 50 Hz              | |
| Norvégia                              | C, F                                                                   | 230 V                                                          | 50 Hz              | |
| Okinava                               | A, B, I                                                                | 100 V                                                          | 60 Hz              | Katonai intézményekben 120 V |
| Olaszország                           | C, F, L                                                                | 230 V                                                          | 50 Hz              | Az olasz L csatlakozót a német F-re cserélik. |
| Omán                                  | C, G                                                                   | 240 V                                                          | 50 Hz              | Egyéb hálózati feszültségek is előfordulnak |
| Oroszország                           | C, F                                                                   | 230 V                                                          | 50 Hz              | |
| Örményország                          | C, F                                                                   | 220 V                                                          | 50 Hz              | |
| Pakisztán                             | C, D                                                                   | 230 V                                                          | 50 Hz              | |
| Panama                                | A, B                                                                   | 110 V                                                          | 60 Hz              | Panama városban 120 V |
| Pápua Új-Guinea                       | I                                                                      | 240 V                                                          | 50 Hz              | |
| Paraguay                              | C                                                                      | 220 V                                                          | 50 Hz              | |
| Peru                                  | A, B, C                                                                | 220 V                                                          | 60 Hz              | Talara 110/220 V; Arequipa 50 Hz |
| Portugália                            | C, F                                                                   | 230 V                                                          | 50 Hz              | |
| Puerto Rico                           | A, B                                                                   | 120 V                                                          | 60 Hz              | |
| Réunion                               | E                                                                      | 220 V                                                          | 50 Hz              | |
| Ruanda                                | C, E, F, G                                                             | 230 V                                                          | 50 Hz              | |
| Románia                               | C, F                                                                   | 220 V tól 230 V                                                | 50 Hz              | 210 és 250 V között változhat a feszültség a hálózat terheltségétől. A 230 V szabvány, amire a nyugat-európai országok már 1995-ben átálltak még nincs mindenhol alkalmazva. |
| Saba                                  | A, B                                                                   | 110 V                                                          | 60 Hz              | |
| Saint Kitts és Nevis                  | D, G                                                                   | 230 V                                                          | 60 Hz              | |
| Saint Lucia                           | G                                                                      | 240 V                                                          | 50 Hz              | |
| Saint Vincent és a Grenadine-szigetek | A, C, E, G, I, K                                                       | 230 V                                                          | 50 Hz              | |
| Salamon-szigetek                      | I, G                                                                   | 220 V                                                          | 50 Hz              | |
| Salvador                              | A–G, I, J, L                                                           | 115 V                                                          | 60 Hz              | |
| Seychelle-szigetek                    | G                                                                      | 240 V                                                          | 50 Hz              | |
| Sierra Leone                          | D, G                                                                   | 230 V                                                          | 50 Hz              | |
| Sint Eustatius                        | A, B                                                                   | 110 V                                                          | 60 Hz              | |
| Sint Maarten                          | A, B                                                                   | 120 V                                                          | 60 Hz              | |
| Spanyolország                         | C, F                                                                   | 230 V                                                          | 50 Hz              | |
| Srí Lanka                             | D, G, M                                                                | 230 V                                                          | 50 Hz              | Csak a G típus gyártása vagy behozatala engedélyezett 2017 augusztusától |
| Suriname                              | C, F                                                                   | 127 V                                                          | 60 Hz              | |
| Svájc                                 | C, J                                                                   | 230 V                                                          | 50 Hz              | |
| Svédország                            | C, F                                                                   | 230 V                                                          | 50 Hz              | |
| Szamoa                                | I                                                                      | 230 V                                                          | 50 Hz              | |
| Szaúd-Arábia                          | A, B, F, G                                                             | 127 V és 220 V                                                 | 60 Hz              | |
| Szenegál                              | C, D, E, K                                                             | 230 V                                                          | 50 Hz              | |
| Szerbia                               | C, F                                                                   | 220 V                                                          | 50 Hz              | |
| Szingapúr                             | C, G, M                                                                | 230 V                                                          | 50 Hz              | A típusú adapter elérhető, mely elosztóként szolgál mindenekelőtt az audió és videólejátszókhoz. |
| Szíria                                | C, E, L                                                                | 220 V                                                          | 50 Hz              | |
| Szlovákia                             | C, E                                                                   | 230 V                                                          | 50 Hz              | |
| Szlovénia                             | C, F                                                                   | 230 V                                                          | 50 Hz              | |
| Szomália                              | C                                                                      | 220 V                                                          | 50 Hz              | |
| Szudán                                | C, D                                                                   | 230 V                                                          | 50 Hz              | |
| Szváziföld                            | M                                                                      | 230 V                                                          | 50 Hz              | |
| Tádzsikisztán                         | C, F, I                                                                | 220 V                                                          | 50 Hz              | |
| Tahiti                                | A, B, E                                                                | 110 V és 220 V                                                 | 60 Hz              | |
| Tajvan                                | A, B                                                                   | 110 V                                                          | 60 Hz              | A rendszer a japán megszállás hatására alakult ki így. |
| Tanzánia                              | D, G                                                                   | 230 V                                                          | 50 Hz              | |
| Thaiföld                              | A, B, C, F, O                                                          | 220 V                                                          | 50 Hz              | A régi csatlakozók A típusúak, a modernebbek a B és C egy kombinációjának felelnek meg. Az amerikai A és B ill. az európai C típusú csatlakozót is be lehet dugni az aljzatba. E, F és E+F csatlakozó is használható, ahol az E és az E+F csatlakozóhoz egy kapcsolódó földelőpálca is használható. |
| Togo                                  | C                                                                      | 220 V                                                          | 50 Hz              | Lome 127 V |
| Tonga                                 | I                                                                      | 240 V                                                          | 50 Hz              | |
| Trinidad és Tobago                    | A, B                                                                   | 115 V                                                          | 60 Hz              | |
| Törökország                           | F (korábban C is)                                                      | 230 V                                                          | 50 Hz              | |
| Tunézia                               | C, E                                                                   | 230 V                                                          | 50 Hz              | |
| Türkmenisztán                         | B, C, F                                                                | 220 V                                                          | 50 Hz              | |
| Uganda                                | G                                                                      | 240 V                                                          | 50 Hz              | |
| Új-Kaledónia                          | F                                                                      | 220 V                                                          | 50 Hz              | |
| Új-Zéland                             | I                                                                      | 230 V                                                          | 50 Hz              | |
| Ukrajna                               | C, F                                                                   | 230 V                                                          | 50 Hz              | |
| Uruguay                               | C, F, I, L                                                             | 220 V                                                          | 50 Hz              | F típus terjed a számítógépek használata miatt. A fázis és a nulla vezeték Argentínához hasonlóan fel van cserélve. |
| USA                                   | A, B                                                                   | 120 V                                                          | 60 Hz              | Létezik földeletlen és földelt változat is, a földelt egy harmadik vaskos villával is rendelkezik, az 1960-as évek óta már csak földelt konnektorokat építenek be. 240 V a légkondicionálókhoz ill. ruhaszárítókhoz, az aljzat ekkor az I-re hasonlít |
| Üzbegisztán                           | C, F, I                                                                | 220 V                                                          | 50 Hz              | Nincs szabvány a hotelekben (Az újabbakban F és/vagy G, ez hotelfüggő) |
| Vanuatu                               | C, G, I                                                                | 220 V                                                          | 50 Hz              | |
| Vatikán                               | C, F, L                                                                | 230 V                                                          | 50 Hz              | |
| Venezuela                             | A, B                                                                   | 120 V                                                          | 60 Hz              | |
| Vietnám                               | A, C, G                                                                | 127 V és 220 V                                                 | 50 Hz              | 220 V-ra való átállás folyamatban. G típusú csatlakozó az újabb hotelekben, mindenekelőtt a hongkongi és szingapúri tulajdonban lévőknél. |
| Virgin-szigetek                       | A, B                                                                   | 110 V                                                          | 60 Hz              | |
| Zambia                                | C, D, G                                                                | 230 V                                                          | 50 Hz              | |
| Zimbabwe                              | D, G                                                                   | 220 V                                                          | 50 Hz              | |
| Zöld-foki Köztársaság                 | C, F                                                                   | 220 V                                                          | 50 Hz              | |

## Lásd még
- Elektromosság
- Hálózati feszültség
- Frekvencia

## Fordítás
- Ez a szócikk részben vagy egészben  a   CEE 7 standard AC plugs and sockets című angol Wikipédia-szócikk fordításán alapul.  Az eredeti cikk szerkesztőit annak laptörténete sorolja fel. Ez a jelzés csupán a megfogalmazás eredetét és a szerzői jogokat jelzi, nem szolgál a cikkben szereplő információk forrásmegjelöléseként.
- Ez a szócikk részben vagy egészben  az   AC power plugs and sockets című angol Wikipédia-szócikk fordításán alapul.  Az eredeti cikk szerkesztőit annak laptörténete sorolja fel. Ez a jelzés csupán a megfogalmazás eredetét és a szerzői jogokat jelzi, nem szolgál a cikkben szereplő információk forrásmegjelöléseként.